# 太陽会
太陽会（たいようかい）、台湾の犯罪組織の一、広域暴力団。天道盟の下部団体、超武鬪派の暴力団で、天道盟所属の最大勢力で、しかし今分裂の状態がある。活動地域は主に台湾北部、総構成員は現在で数千人とも言われている。
天道盟最初の六大下部団体の一。

## 略史
1984年、一清特別案件のため入獄した角頭を逮捕されて、竹聯幇が勢力の巨大ないじめ人を頼りにしていることを不満に思って、刑務所の中で本省掛（本省人系）のヤクザ連盟を結んで外省掛（外省人系）の竹聯幇に対抗しにくることを提案している。呉桐潭はその時この提案に応えていた。
1987年、みんなが出獄した後に、すぐさま台湾各地で太陽会、済公会、孔雀会、不倒会、敏徳会、鴨覇会の下部団体（暴力団）を設立する、その時呉桐潭は太陽会の会長を担当して、施春成は副会長を担当する。太陽会発展は迅速で、超武鬪派の暴力団、暗殺、恐喝、抗争の社会事件は次々と現れる。
1990年、呉桐潭は刑事事件が指名手配されるため、中国大陸（中華人民共和国）まで避ける。しかし1992年4月の時に、やはり逮捕されて入獄する。施春成は新任の会長（二代目）を担当して、太陽会を連れる。
1994年6月、呉桐潭が出獄した後に、再度太陽会を管理すると思っていると表して、しかし施春成に拒絶されて、両派の闘争を引き起こす。最後に呉桐潭を尊称するのが「総裁」で、やっとこのに凶悪に闘って静まらせる。しかし、施春成はわざと会長の席を閻当利から担当して、呉桐潭が強烈に反発することを引き起こす、それから、呉桐潭系の徐文賢（元・旧派の特攻隊隊長）に属して、施春成系を頼って三代目副会長になって、呉桐潭をさせるのは極度に不満で、呉桐潭は総会長に自称して、そして蘇倫養を任命するのは新任の会長だ。そのため新旧の両派の戦争は序幕を開く、新旧の分裂の全面な対抗が爆発する。
1996年、台湾の刑事問題のため、呉桐潭と施春成はそれぞれ中国大陸の福州と上海まで避ける。しかし両派の勢力はやはり持続的に凶悪に闘っている。
2002年3月、新派（施春成系）会長閻当利は自分の家の近くで旧派（呉桐潭系）のキラー鄭国周に発射されて暗殺する。それから副会長徐文賢は四代目会長を担当する。
今、新旧の両派の凶悪なのは闘って依然として続けて、最初にもし太陽会は分裂していないならば、今は天道盟の三代目盟主が呉桐潭であるなようだことができて蕭沢宏（済公会会長）ではない、しかも天道盟の勢力がきっと比べることができるのが今いっそう強大だ。

### 旧太陽会の暴走
太陽会新旧の両派の凶悪なのは闘って、太陽会勢力を衰退するだけではなくて、同じく台湾の治安を極めて悪い情況があらせます。
旧太陽会（呉桐潭系）は近年新太陽会（施春成系）との闘争になって、何度も暗殺を行って、銃撃して、抗争します激烈な手段。含んで政治の選挙に介入します、地盤を奪い合います、利益を奪い合います、および新太陽会一連の粛清に対して、舊太陽会はすでに深刻な制御できなくなる程度になりました。
ここ近年来有名な社会事件、例えば：
2001年11月、新系の構成員徐明徳は結婚する当日は銃撃されています。同11月、新竹三環幇の幇主・賴增財は、旧太陽会構成員が自動小銃を持って発射して殺すことに遭って、社会を驚かせます。（新竹三環幇と新太陽会が同盟関係なため、そのため旧太陽会の殺意を引いてきます。）12月、新系の成員蕭英旭（台北万華一帶のヤクザ親分）は発射されて殺します。
2002年3月、新系の会長・閻当利は自分の家の近くで発射されて殺します。6月、桃園龍潭一帶のヤクザ親分・呂学義は、旧太陽会と地盤の原因を奪い合うため、発射されて殺します。10月、利益関係がホテルの有力者郭氏（実際な名前不明）を暗殺するため、しかし郭氏のガードマンを誤って殺します。
これを除いて更に政治の暗殺に関連して、および何度も新太陽会と同心会と抗争する事件が発生します。たくさんの政治の人物と企業の有力者もすべて旧太陽会の恐喝に遭います。
呉桐潭はカンボジアで暗殺部隊を創立します、そしてキラーに一連の暗殺の行動を行うつもりなように訓練して、たくさんの暗殺の名簿をも並べて、二代目総裁（盟主）・陳仁治を含めます。天道盟と警察側をとても緊張していさせます。
暴走の旧太陽会はそれから2003年の時に、旧系親分‧呉桐潭と旧系会長‧蘇倫養と重要な関係者一同を要して逮捕されて、同じく旧太陽会の行動をひとまず一段落させます。しかしたとえ呉桐潭は刑務所ですとしてもの中で、やはり一定の影響力があって、これも警察側と台湾当局の高度の関心をさせます。

## 歴代会長
- 初代目：呉桐潭（今は旧派の親分）
- 二代目：施春成（今は新派の親分）
- 三代目…
  - 旧派（呉桐潭系）：蘇倫養
  - 新派（施春成系）：閻当利
- 四代目…
  - 旧派（呉桐潭系）：吳錫聰
  - 新派（施春成系）：徐文賢
- 五代目：曾盈富
- 六代目：黃天陽

## 歴代総裁（盟主）
- 初代目：黃天陽

## 最高幹部（旧派）

### 本会系
- 総会長：呉桐潭
- 会長：蘇倫養
- 副会長：呉錫聡
- 執行長：呉桐茂（呉桐潭の実弟）
- 顧問：劉川園
- 護法：吳志文
- 護法：鄭国周

本会系直参団体
- 組長：余順智
- 組長：李建亞
- 組長：張平瀚

本会系の暗殺部隊
- 初代目「虎」虎頭：曾盈進
- 二代目「虎」虎頭：黃昌泰
- 三代目「虎」虎頭：廖文彬
- 四代目「虎」虎頭：鄭俊煥

(虎（トラ）頭 = 太陽会で、虎頭は暗殺部隊隊長（あるいはボスと称します）の職名です)
（本会系：主流の系、分会系：非主流の系）

## 分会系（2次団体）

### 基隆分会系
- 分会長：謝金峰
- 副会長：不明
- 総護法：不明

分会系直参団体（3次団体）
- 組長：陳錦豊
- 組長：陳祥麟
- 組長：沈春雄
- 特攻隊隊長：吳孝中

### 台北分会系
- 分会長：曾盈富
- 執行長：洪瑞鴻
- キラー：鄧永燃
- キラー:洪瑞臨

分会系直参団体（3次団体）
- 組長：余進長
- 組長：董智泰
- 組長：洪進雄
- 組長：陳凱倫
- 組長：林志堅
- 突擊隊隊長：潘恆逸

### 桃竹苗分会系
- 分会長：梁瑞文
- 副会長：周超雲
- 総護法：陳長齡
- 護法：楊榮錦
- 護法：葉雲全

分会系直参団体（3次団体）
- 特攻隊
- 竜潭組
- 中壢組
- 新屋組
- 湖口組
- 新竹組

### 新埔分会系
- 分会長：金榮光
- 顧問：黃文錦
- 総護法：何信億
- 護法：周宜忠

### 樹林分会系
- 分会長：陳詩寶
- 執行長：不明
- 総護法：不明

### 汐止分会系
- 分会長：徐欽炫
- 執行長：不明
- 総護法：不明